# Benetton Formula
Benetton Formula Ltd was het Formule 1-team van het kledingmerk Benetton. Het team nam van 1986 tot en met 2001 deel aan het wereldkampioenschap en behaalde 2 rijderstitels met Michael Schumacher (1994 en 1995) en 1 constructeurstitel (1995).
Benetton kwam de Formule 1 begin jaren tachtig binnen als sponsor, eerst van Tyrrell en later Alfa Romeo. Omdat men over de resultaten hiervan ontevreden was besloot men een eigen team op te richten. Men nam daarvoor het armlastige Toleman team over in 1985. In 1986 nam Benetton voor het eerst als zelfstandig team deel aan de Formule 1, Peter Collins was teambaas en Gerhard Berger bezorgde het team de eerste overwinning in Mexico. Een opmerkelijke wetenswaardigheid hieraan is dat Gerhard Berger zowel de eerste als laatste overwinningen voor het team behaalt.
Berger vertrok daarop naar Ferrari waarna voor Benetton enkele jaren zonder zege begonnen, hoewel het team zeker competitief was. Benetton was echter ontevreden en stelde voor het seizoen 1989 Flavio Briatore aan als nieuwe teambaas. Een van zijn eerste daden was halverwege het seizoen Johnny Herbert eruit gooien die door zijn voorganger Collins was aangesteld. Collins zelf vertrok niet veel later. Alessandro Nannini wist aan het eind van het seizoen de Grand Prix van Japan te winnen, hoewel daar weinig aandacht voor was door de crash tussen Alain Prost en Ayrton Senna die het wereldkampioenschap besliste.
1990 leverde 2 zeges op van de veteraan Nelson Piquet sr. in (opnieuw) Japan en Australië. Toch was het geen goed jaar, het team behoorde niet tot de echte top en Nannini beleefde een zware helikoptercrash waarbij hij zwaargewond raakte. Ook 1991 leverde (buiten een zege van Piquet in Canada) geen topprestaties op. Wel veranderde er het nodige binnen het team. Zo kwamen Tom Walkinshaw (als aandeelhouder) en Ross Brawn (als ontwerper) bij het team, net als Michael Schumacher die na de Grand Prix Formule 1 van België Roberto Moreno verving.

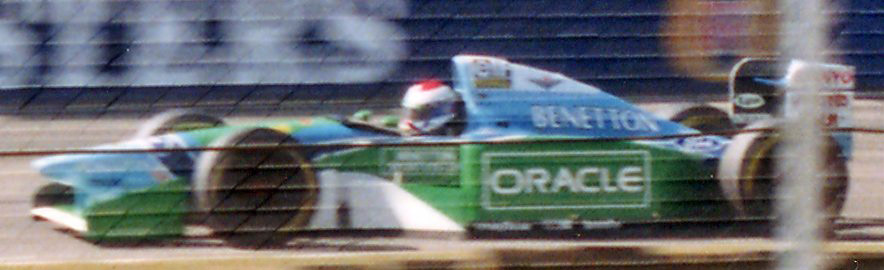
Jos Verstappen aan het stuur in de Benetton B194, Grand Prix Silverstone 1994

Schumacher weet in 1992 zijn eerste zege (in België) binnen te halen en zet het team langzaam naar zijn hand. 1993 valt wat tegen met opnieuw slechts 1 zege (in Portugal) maar in 1994 wordt Schumacher wereldkampioen ondanks de nodige affaires en incidenten gedurende het seizoen. Schumacher was onder andere 2 wedstrijden geschorst en Jos Verstappen, die een groot deel van het jaar teamgenoot was van Schumacher, kreeg te maken met een brand tijdens een pitstop bij de Grand Prix Formule 1 van Duitsland. De constructeurstitel loopt het team mis, die gaat naar Williams.
Het seizoen 1995 wordt nog beter voor Benetton, Schumacher prolongeert vrij makkelijk zijn titel en ook de constructeurstitel wordt nu wel binnengesleept. Het team haalt liefst 11 zeges. Schumacher verlaat daarop het team en gaat naar Ferrari. 1996 wordt met de nieuwe coureurs Jean Alesi en de teruggekeerde Gerhard Berger een teleurstelling, er wordt zelfs geen wedstrijd gewonnen.
Het jaar erop is nauwelijks beter, alleen Berger wint de Grand Prix Formule 1 van Duitsland. Benetton zit in een neerwaartse spiraal en Briatore wordt vervangen door David Richards. Deze krijgt echter ruzie met de Benetton-familie en kan na nog geen jaar ook alweer vertrekken. De leiding van het team komt dan in handen van de onervaren Rocco Benetton. Succes blijft in de jaren 1998-1999 echter uit.
In 2000 maakt Benetton bekend het team te verkopen aan Renault, Renault stelt daarop Flavio Briatore weer aan als teambaas. 2001 is het laatste jaar van Benetton in de Formule 1 en opnieuw teleurstellend, vanaf 2002 gaat het als Renault F1 Team verder.

## Resultaten
| Resultaat                       |
| ------------------------------- |
| Winnaar                         |
| Tweede plaats                   |
| Derde plaats                    |
| Gefinisht (punten behaald)      |
| Gefinisht (geen punten behaald) |
| Niet geklasseerd (NC)           |
| Uitgevallen (DNF)               |
| Niet gekwalificeerd (DNQ)       |
| Gediskwalificeerd (DSQ)         |
| Niet gestart (DNS)              |
| Gewond (INJ)                    |
| Uitgesloten (EX)                |
| Teruggetrokken (WD)             |
| Niet deelgenomen (blanco cel)   |
| P Pole position                 |
| S Snelste ronde                 |

### 1986 - 1993
| Jaar | Chassis                      | Motor               | Banden | Coureurs           | 1   | 2    | 3   | 4   | 5   | 6   | 7   | 8   | 9   | 10  | 11  | 12   | 13     | 14  | 15  | 16  | Punten | WK-plaats |
| ---- | ---------------------------- | ------------------- | ------ | ------------------ | --- | ---- | --- | --- | --- | --- | --- | --- | --- | --- | --- | ---- | ------ | --- | --- | --- | ------ | --------- |
| 1986 | Benetton B186                | BMW M12/13 L4 (T/C) | P      |                    | BRA | SPA  | SMR | MON | BEL | CAN | VST | FRA | GBR | DUI | HON | OOS  | ITA    | POR | MEX | AUS | 19     | 6         |
| 1986 | Benetton B186                | BMW M12/13 L4 (T/C) | P      | Teo Fabi           | 10  | 5    | DNF | DNF | 7   | DNF | DNF | DNF | DNF | DNF | DNF | DNFP | DNFPS0 | 8   | DNF | 10  | 19     | 6         |
| 1986 | Benetton B186                | BMW M12/13 L4 (T/C) | P      | Gerhard Berger     | 6   | 6    | 3   | DNF | 10  | DNF | DNF | DNF | DNF | 10S | DNF | 7S   | 5      | DNF | 1   | DNF | 19     | 6         |
| 1987 | Benetton B187                | Ford GBA V6 (T/C)   | G      |                    | BRA | SMR  | BEL | MON | VST | FRA | GBR | DUI | HON | OOS | ITA | POR  | SPA    | MEX | JPN | AUS | 28     | 5         |
| 1987 | Benetton B187                | Ford GBA V6 (T/C)   | G      | Teo Fabi           | DNF | DNFS | DNF | 8   | DNF | 5   | 6   | DNF | DNF | 3   | 7   | 4    | DNF    | 5   | DNF | DNF | 28     | 5         |
| 1987 | Benetton B187                | Ford GBA V6 (T/C)   | G      | Thierry Boutsen    | 5   | DNF  | DNF | DNF | DNF | DNF | 7   | DNF | 4   | 4   | 5   | 14   | DNF    | DNF | 5   | 3   | 28     | 5         |
| 1988 | Benetton B188                | Ford Cosworth V8    | G      |                    | BRA | SMR  | MON | MEX | CAN | VST | FRA | GBR | DUI | HON | BEL | ITA  | POR    | SPA | JPN | AUS | 39     | Brons     |
| 1988 | Benetton B188                | Ford Cosworth V8    | G      | Alessandro Nannini | DNF | 6    | DNF | 7   | DNF | DNF | 6   | 3   | 18S | DNF | DSQ | 9    | DNF    | 3   | 5   | DNF | 39     | Brons     |
| 1988 | Benetton B188                | Ford Cosworth V8    | G      | Thierry Boutsen    | 7   | 4    | 8   | 8   | 3   | 3   | DNF | DNF | 6   | 3   | DSQ | 6    | 3      | 9   | 3   | 5   | 39     | Brons     |
| 1989 | Benetton B188                | Ford Cosworth V8    | G      |                    | BRA | SMR  | MON | MEX | VST | CAN | FRA | GBR | DUI | HON | BEL | ITA  | POR    | SPA | JPN | AUS | 39     | 4         |
| 1989 | Benetton B188                | Ford Cosworth V8    | G      | Alessandro Nannini | 6   | 3    | 8   | 4   | DNF | DSQ |     |     |     |     |     |      |        |     |     |     | 39     | 4         |
| 1989 | Benetton B188                | Ford Cosworth V8    | G      | Johnny Herbert     | 4   | 11   | 14  | 15  | 5   | DNQ |     |     |     |     |     |      |        |     |     |     | 39     | 4         |
| 1989 | Benetton B188                | Ford Cosworth V8    | G      | Emanuele Pirro     |     |      |     |     |     |     | 9   | 11  |     |     |     |      |        |     |     |     | 39     | 4         |
| 1989 | Benetton B189                | Ford HB V8          | G      | Alessandro Nannini |     |      |     |     |     |     | DNF | 3   | DNF | DNF | 5   | DNF  | 4      | DNF | 1   | 2   | 39     | 4         |
| 1989 | Benetton B189                | Ford HB V8          | G      | Emanuele Pirro     |     |      |     |     |     |     |     |     | DNF | 8   | 10  | DNF  | DNF    | DNF | DNF | 5   | 39     | 4         |
| 1990 | Benetton B189B Benetton B190 | Ford HB V8          | G      |                    | VST | BRA  | SMR | MON | CAN | MEX | FRA | GBR | DUI | HON | BEL | ITA  | POR    | SPA | JPN | AUS | 71     | Brons     |
| 1990 | Benetton B189B Benetton B190 | Ford HB V8          | G      | Alessandro Nannini | 11  | 10   | 3S  | DNF | DNF | 4   | 16  | DNF | 2   | DNF | 4   | 8    | 6      | 3   |     |     | 71     | Brons     |
| 1990 | Benetton B189B Benetton B190 | Ford HB V8          | G      | Roberto Moreno     |     |      |     |     |     |     |     |     |     |     |     |      |        |     | 2   | 7   | 71     | Brons     |
| 1990 | Benetton B189B Benetton B190 | Ford HB V8          | G      | Nelson Piquet      | 4   | 6    | 5   | DSQ | 2   | 6   | 4   | 5   | DNF | 3   | 5   | 7    | 5      | DNF | 1   | 1   | 71     | Brons     |
| 1991 | Benetton B190B Benetton B191 | Ford HB V8          | P      |                    | VST | BRA  | SMR | MON | CAN | MEX | FRA | GBR | DUI | HON | BEL | ITA  | POR    | SPA | JPN | AUS | 381⁄2  | 4         |
| 1991 | Benetton B190B Benetton B191 | Ford HB V8          | P      | Roberto Moreno     | DNF | 7    | 13  | 4   | DNF | 5   | DNF | DNF | 8   | 8   | 4S  |      |        |     |     |     | 381⁄2  | 4         |
| 1991 | Benetton B190B Benetton B191 | Ford HB V8          | P      | Michael Schumacher |     |      |     |     |     |     |     |     |     |     |     | 5    | 6      | 6   | DNF | DNF | 381⁄2  | 4         |
| 1991 | Benetton B190B Benetton B191 | Ford HB V8          | P      | Nelson Piquet sr.  | 3   | 5    | DNF | DNF | 1   | DNF | 8   | 5   | DNF | DNF | 3   | 6    | 5      | 11  | 7   | 4   | 381⁄2  | 4         |
| 1992 | Benetton B191B Benetton B192 | Ford HB V8          | G      |                    | ZAF | MEX  | BRA | SPA | SMR | MON | CAN | FRA | GBR | DUI | HON | BEL  | ITA    | POR | JPN | AUS | 91     | Brons     |
| 1992 | Benetton B191B Benetton B192 | Ford HB V8          | G      | Michael Schumacher | 4   | 3    | 3   | 2   | DNF | 4   | 2   | DNF | 4   | 3   | DNF | 1S   | 3      | 7   | DNF | 2S  | 91     | Brons     |
| 1992 | Benetton B191B Benetton B192 | Ford HB V8          | G      | Martin Brundle     | DNF | DNF  | DNF | DNF | 4   | 5   | DNF | 3   | 3   | 4   | 5   | 4    | 2      | 4   | 3   | 3   | 91     | Brons     |
| 1993 | Benetton B193 Benetton B193B | Ford HB V8          | G      |                    | ZAF | BRA  | EUR | SMR | SPA | MON | CAN | FRA | GBR | DUI | HON | BEL  | ITA    | POR | JPN | AUS | 72     | Brons     |
| 1993 | Benetton B193 Benetton B193B | Ford HB V8          | G      | Michael Schumacher | DNF | 3S   | DNF | 2   | 3S  | DNF | 2S  | 3S  | 2   | 2S  | DNF | 2    | DNF    | 1   | DNF | DNF | 72     | Brons     |
| 1993 | Benetton B193 Benetton B193B | Ford HB V8          | G      | Riccardo Patrese   | DNF | DNF  | 5   | DNF | 4   | DNF | DNF | 10  | 3   | 5   | 2   | 6    | 5      | 16  | DNF | 8   | 72     | Brons     |
| Jaar | Chassis                      | Motor               | Banden | Coureurs           | 1   | 2    | 3   | 4   | 5   | 6   | 7   | 8   | 9   | 10  | 11  | 12   | 13     | 14  | 15  | 16  | Punten | WK-plaats |

### 1994 - 2001
| Jaar | Chassis       | Motor                | Banden | Coureurs             | 1   | 2   | 3    | 4    | 5    | 6    | 7   | 8   | 9   | 10   | 11  | 12  | 13  | 14   | 15  | 16   | 17  | Punten | WK-plaats |
| ---- | ------------- | -------------------- | ------ | -------------------- | --- | --- | ---- | ---- | ---- | ---- | --- | --- | --- | ---- | --- | --- | --- | ---- | --- | ---- | --- | ------ | --------- |
| 1994 | Benetton B194 | Ford EC V8           | G      |                      | BRA | PAC | SMR  | MON  | SPA  | CAN  | FRA | GBR | DUI | HON  | BEL | ITA | POR | EUR  | JPN | AUS  |     | 103    | Zilver    |
| 1994 | Benetton B194 | Ford EC V8           | G      | Michael Schumacher   | 1S  | 1S  | 1    | 1PS0 | 2PS0 | 1PS0 | 1   | DSQ | DNF | 1PS0 | DSQ | EX  | EX  | 1PS0 | 2P  | DNFS |     | 103    | Zilver    |
| 1994 | Benetton B194 | Ford EC V8           | G      | JJ Lehto             |     |     | DNF  | 7    | DNF  | 6    |     |     |     |      |     | 9   | DNF |      |     |      |     | 103    | Zilver    |
| 1994 | Benetton B194 | Ford EC V8           | G      | Jos Verstappen       | DNF | DNF |      |      |      |      | DNF | 8   | DNF | 3    | 3   | DNF | 5   | DNF  |     |      |     | 103    | Zilver    |
| 1994 | Benetton B194 | Ford EC V8           | G      | Johnny Herbert       |     |     |      |      |      |      |     |     |     |      |     |     |     |      | DNF | DNF  |     | 103    | Zilver    |
| 1995 | Benetton B195 | Renault RS7 V10      | G      |                      | BRA | ARG | SMR  | SPA  | MON  | CAN  | FRA | GBR | DUI | HON  | BEL | ITA | POR | EUR  | PAC | JPN  | AUS | 137    | Goud      |
| 1995 | Benetton B195 | Renault RS7 V10      | G      | Michael Schumacher   | 1S  | 3S  | DNFP | 1P   | 1    | 5PS0 | 1S  | DNF | 1S  | 11   | 1   | DNF | 2   | 1S   | 1S  | 1PS0 | DNF | 137    | Goud      |
| 1995 | Benetton B195 | Renault RS7 V10      | G      | Johnny Herbert       | DNF | 4   | 7    | 2    | 4    | DNF  | DNF | 1   | 4   | 4    | 7   | 1   | 7   | 5    | 6   | 3    | DNF | 137    | Goud      |
| 1996 | Benetton B196 | Renault RS8 V10      | G      |                      | AUS | BRA | ARG  | EUR  | SMR  | MON  | SPA | CAN | FRA | GBR  | DUI | HON | BEL | ITA  | POR | JPN  |     | 68     | Brons     |
| 1996 | Benetton B196 | Renault RS8 V10      | G      | Jean Alesi           | DNF | 2   | 3S   | DNF  | 6    | DNFS | 2   | 3   | 3   | DNF  | 2   | 3   | 4   | 2    | 4   | DNF  |     | 68     | Brons     |
| 1996 | Benetton B196 | Renault RS8 V10      | G      | Gerhard Berger       | 4   | DNF | DNF  | 9    | 3    | DNF  | DNF | DNF | 4   | 2    | 13  | DNF | 6S  | DNF  | 6   | 4    |     | 68     | Brons     |
| 1997 | Benetton B197 | Renault RS9 V10      | G      |                      | AUS | BRA | ARG  | SMR  | MON  | SPA  | CAN | FRA | GBR | DUI  | HON | BEL | ITA | OOS  | LUX | JPN  | EUR | 67     | Brons     |
| 1997 | Benetton B197 | Renault RS9 V10      | G      | Jean Alesi           | DNF | 6   | 7    | 5    | DNF  | 3    | 2   | 5   | 2   | 6    | 11  | 8   | 2P  | DNF  | 2   | 5    | 13  | 67     | Brons     |
| 1997 | Benetton B197 | Renault RS9 V10      | G      | Gerhard Berger       | 4   | 2   | 6S   | DNF  | 9    | 10   |     |     |     | 1PS0 | 8   | 6   | 7   | 10   | 4   | 8    | 4   | 67     | Brons     |
| 1997 | Benetton B197 | Renault RS9 V10      | G      | Alexander Wurz       |     |     |      |      |      |      | DNF | DNF | 3   |      |     |     |     |      |     |      |     | 67     | Brons     |
| 1998 | Benetton B198 | Playlife GC37-01 V10 | B      |                      | AUS | BRA | ARG  | SMR  | SPA  | MON  | CAN | FRA | GBR | OOS  | DUI | HON | BEL | ITA  | LUX | JPN  |     | 33     | 5         |
| 1998 | Benetton B198 | Playlife GC37-01 V10 | B      | Giancarlo Fisichella | DNF | 6   | 7    | DNF  | DNF  | 2    | 2   | 9   | 5   | DNFP | 7   | 8   | DNF | 8    | 6   | 8    |     | 33     | 5         |
| 1998 | Benetton B198 | Playlife GC37-01 V10 | B      | Alexander Wurz       | 7   | 4   | 4S   | DNF  | 4    | DNF  | 4   | 5   | 4   | 9    | 11  | 16† | DNF | DNF  | 7   | 9    |     | 33     | 5         |
| 1999 | Benetton B199 | Playlife FB01 V10    | B      |                      | AUS | BRA | SMR  | MON  | SPA  | CAN  | FRA | GBR | OOS | DUI  | HON | BEL | ITA | EUR  | MAL | JPN  |     | 16     | 6         |
| 1999 | Benetton B199 | Playlife FB01 V10    | B      | Giancarlo Fisichella | 4   | DNF | 5    | 5    | 9    | 2    | DNF | 7   | 12† | DNF  | DNF | 11  | DNF | DNF  | 11  | 14†  |     | 16     | 6         |
| 1999 | Benetton B199 | Playlife FB01 V10    | B      | Alexander Wurz       | DNF | 7   | DNF  | 6    | 10   | DNF  | DNF | 10  | 5   | 7    | 7   | 14  | DNF | DNF  | 8   | 10   |     | 16     | 6         |
| 2000 | Benetton B200 | Playlife FB02 V10    | B      |                      | AUS | BRA | SMR  | GBR  | SPA  | EUR  | MON | CAN | FRA | OOS  | DUI | HON | BEL | ITA  | VST | JPN  | MAL | 20     | 4         |
| 2000 | Benetton B200 | Playlife FB02 V10    | B      | Giancarlo Fisichella | 5   | 2   | 11   | 7    | 9    | 5    | 3   | 3   | 9   | DNF  | DNF | DNF | DNF | 11   | DNF | 14   | 9   | 20     | 4         |
| 2000 | Benetton B200 | Playlife FB02 V10    | B      | Alexander Wurz       | 7   | DNF | 9    | 9    | 10   | 12†  | DNF | 9   | DNF | 10   | DNF | 11  | 13  | 5    | 10  | DNF  | 7   | 20     | 4         |
| 2001 | Benetton B201 | Renault RS21 V10     | M      |                      | AUS | MAL | BRA  | SMR  | SPA  | OOS  | MON | CAN | EUR | FRA  | GBR | DUI | HON | BEL  | ITA | VST  | JPN | 10     | 7         |
| 2001 | Benetton B201 | Renault RS21 V10     | M      | Giancarlo Fisichella | 13  | DNF | 6    | DNF  | 14   | DNF  | DNF | DNF | 11  | 11   | 13  | 4   | DNF | 3    | 10  | 8    | 17† | 10     | 7         |
| 2001 | Benetton B201 | Renault RS21 V10     | M      | Jenson Button        | 14† | 11  | 10   | 12   | 15   | DNF  | 7   | DNF | 13  | 16†  | 15  | 5   | DNF | DNF  | DNF | 9    | 7   | 10     | 7         |
| Jaar | Chassis       | Motor                | Banden | Coureurs             | 1   | 2   | 3    | 4    | 5    | 6    | 7   | 8   | 9   | 10   | 11  | 12  | 13  | 14   | 15  | 16   | 17  | Punten | WK-plaats |

† — Coureur is niet gefinisht in de GP, maar heeft wel 90% van de race-afstand afgelegd, waardoor hij als geklasseerd genoteerd staat.